# Jean-Pierre Cherid
Jean-Pierre Cherid (20. November 1940 in Algier; † 19. März 1984 in Biarritz) war ein französischer Terrorist in der OAS. Ursprünglich war er Fallschirmjäger in der französischen Armee und schloss sich im Algerienkrieg der OAS an.

## Leben
Nach seiner Zeit im Algerienkrieg (1954–1962) tauchte Cherid in Spanien 1976 auf. Er gehörte zu den rechtsextremen Söldnern, die vom spanischen Geheimdienst Centro Superior de Información de la Defensa rekrutiert wurden, um am Montejurra-Massaker teilzunehmen. Hierbei handelte es sich um den Angriff auf die linke Partido carlista. Seitdem gehörte Cherid zu der Gruppe, die einen illegalen Krieg gegen die ETA im französischen Baskenland führte. Dieser Teil des Geheimdienstes agierte unter verschiedenen Namen: Antiterrorismo ETA, Batallón Vasco Español oder AAA-Todesschwadron., Er nahm 1978 in der Ermordung Argalas, einem Mitglied der ETA, teil. Argala hatte 1973 an der Ermordung Francisco Francos Premierminister Luis Carrero Blanco teilgenommen. Keine Organisation übernahm die Verantwortung für diesen Anschlag. 1979 versuchte er erfolglos, den ETA-Aktivisten Txomin in Biarritz zu ermorden. Einige Monate später ermordete seine Gruppe den ETA-Aktivisten, Enrique Álvarez, „Korta“, in Bayonne. Am 31. Dezember 1980 brachte Cherid das ETA-Mitglied José Martín Sagardía in Biarritz um. Die BVE übernahm die Verantwortung für diesen Anschlag. Die neue Regierung Spaniens im Jahre 1982 beeinflusste den schmutzigen Krieg gegen die ETA nicht. Die Grupos Antiterroristas de Liberación war der neue Name der Todesschwadrone während der Regierung der Partido Socialista Obrero Español. Cherid starb bei einer Explosion, während er ein Sprengstoffattentat gegen ein ETA-Mitglied vorbereitete. Die Guardia Civil soll dieses Attentat abgesegnet haben, was aus Materialien hervorgeht, die bei ihm gefunden wurde. 1996, während das spanische Parlament eine Kommission schmutzigen Krieg durchführte, stellte Cherids Familie einen Antrag auf Pension. Álvaro Martínez Sevilla, von der Izquierda Unida, warf dem Innenminister José Barrionuevo vor, dass er diese Pension gewährt habe, was von ihm abgelehnt wurde. Im Jahr 2008 wurde Cherid der Beteiligung am Verschwindenlassen des ETA-Aktivisten Pertur im Jahre 1976 beschuldigt. Nach dem Zeugnis eines italienischen Neofaschisten, verwaltete Cherid ein Haus außerhalb von Barcelona, wo Todesschwadronen entführte Menschen im Namen der spanischen Geheimdienste folterten.